# 卷舌 (表情)

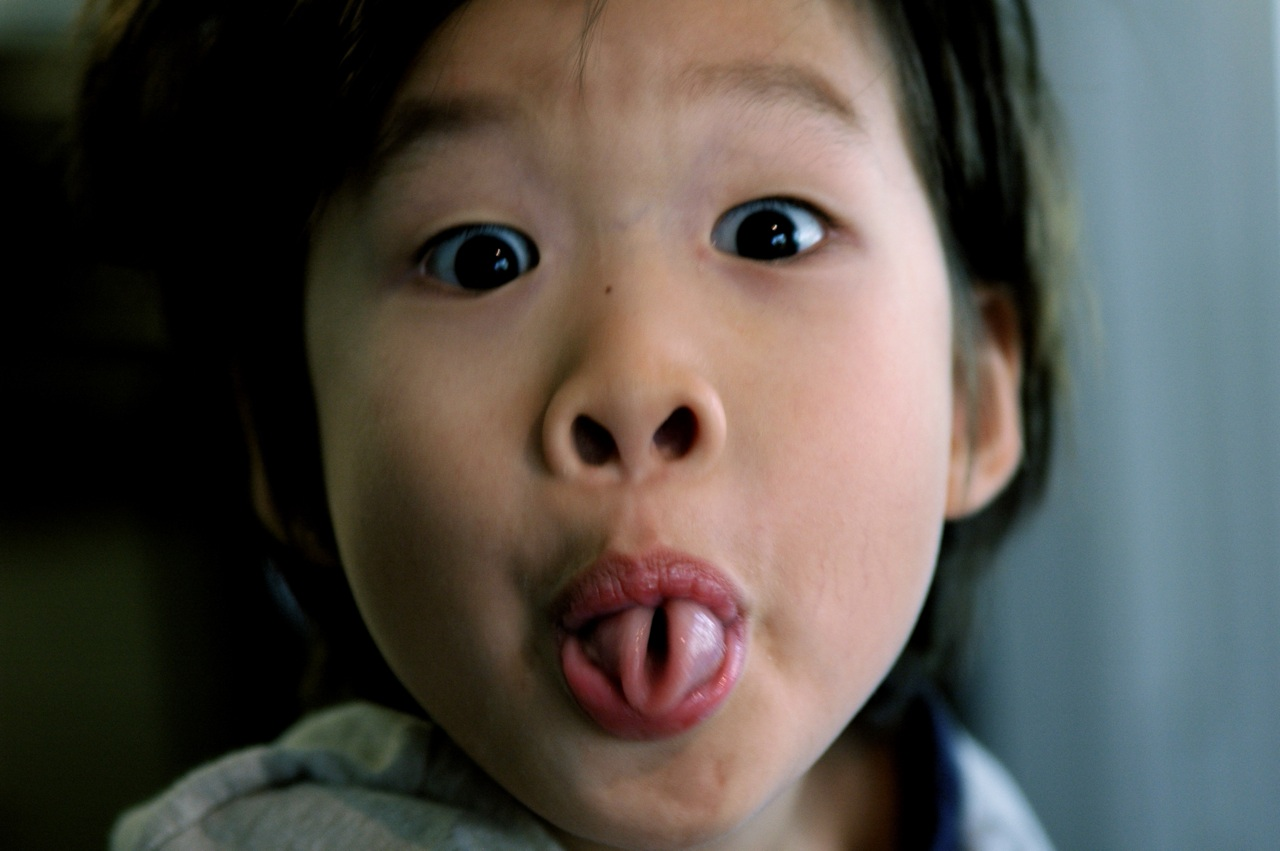
一个做出卷舌表情的小女孩

卷舌是指人类将舌头两侧的边缘部分向上翻卷成筒状或槽状的能力，一些人可以通过先天的肌肉组织将舌头塑造成特定的形状，另有一种较特殊的卷舌称为三叶舌，指能够将舌头折成有多个弯曲的结构。通常的看法认为在这一行为中所表现出的变异是由遗传因素所导致，卷舌也一般被描述为遵循简单的孟德尔定律的显性性状，并常常被生物学课程在绪论中所引用。然而极少有实验室证据支持卷舌的可遗传和呈显性的假设，1975年的一项双生子研究则表明同卵双生和异卵双生在卷舌方面表型一致的概率相差无几。